# Church Island (Lough Gill)
Church Island (irisch: Inis Mór, „große Insel“) ist die größte Insel im See Lough Gill im County Sligo in Irland, auf dem man Bootsfahrten unternehmen kann. Der See liegt östlich der Stadt Sligo; sein Abfluss, der Garavogue River, durchfließt die Stadt. Sein Ostende, an dem Parke’s Castle liegt, befindet sich bereits im County Leitrim. Lough Gill ist ein malerischer See, in dem sich auch die Inseln Monks Island und Innisfree befinden. Letztere wurde von William Butler Yeats berühmt gemacht, der ein Gedicht über sie schrieb, als er sich heimwehkrank den Klang vom Wasser bei Innisfree vorstellte.

„I will arise and go now, and go to Inishfree.
And a small cabin build there, of clay and wattles made;
Nine bean-rows will I have there, a hive for the honey-bee,
And live alone in the bee loud glade.“

Die Insel Church Island gehörte den O’Rourkes und ist der Ort eines frühen Klosters, das von St. Loman im 6. Jahrhundert gegründet wurde. Die erhaltene Kirchenruine hat ein für die Gründerzeit unübliches gerundetes, also romanisches Portal. Eine Aushöhlung in einem Stein nahe dem Eingang heißt „Lady’s Bed“. Dieser Ort war Pilgerziel für Schwangere. Das Kloster brannte 1416 nieder.

Church Island
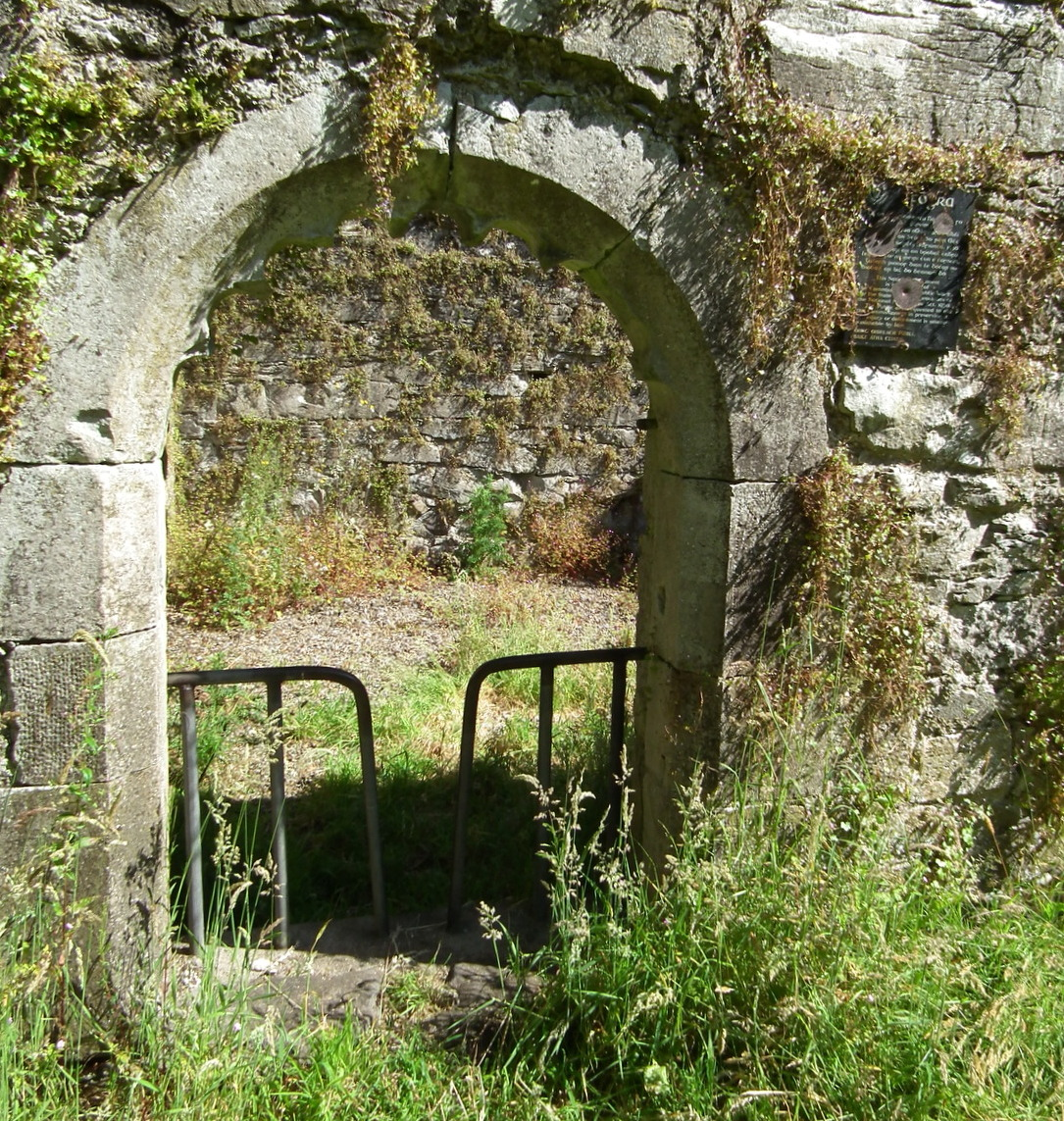
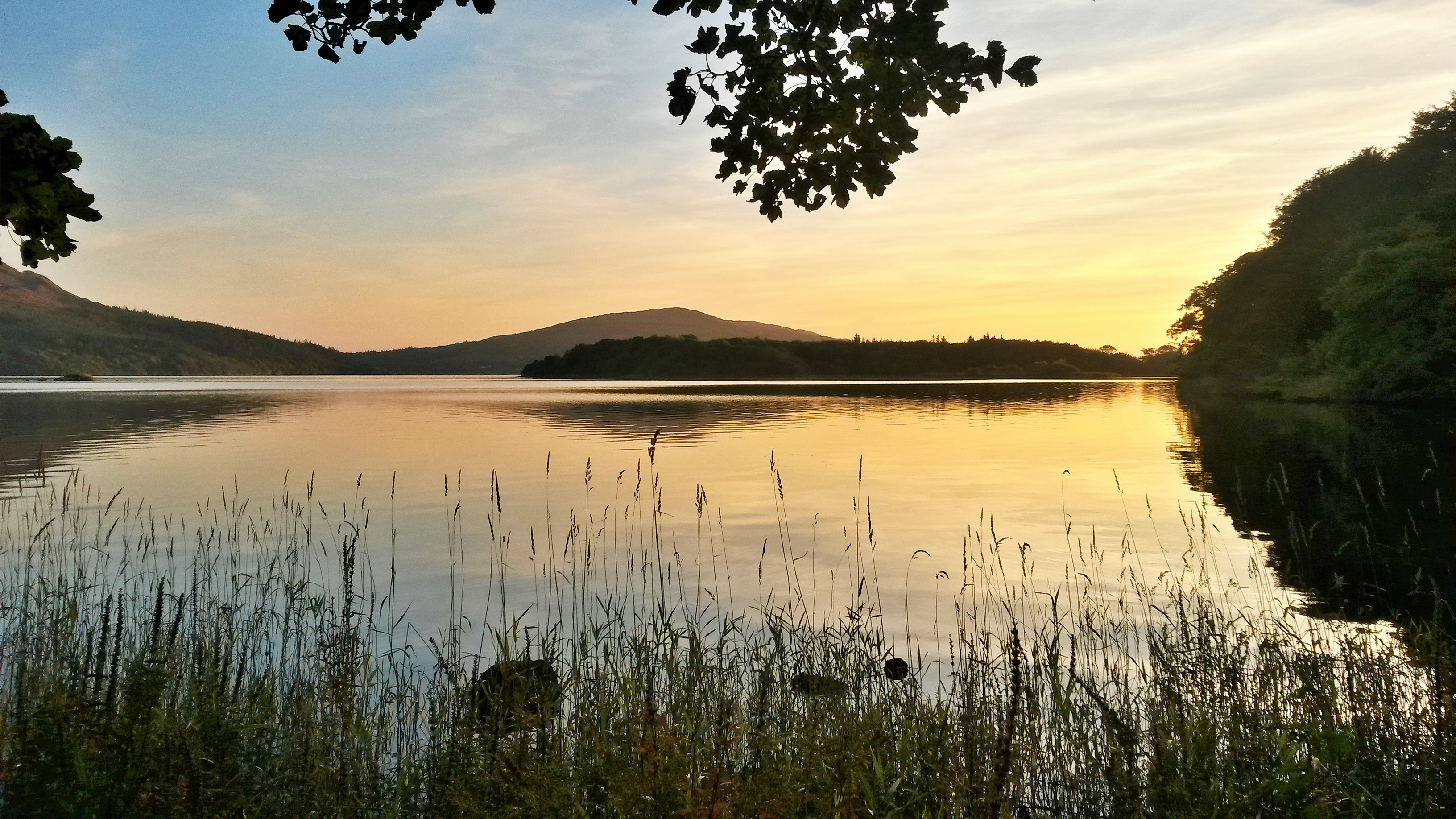
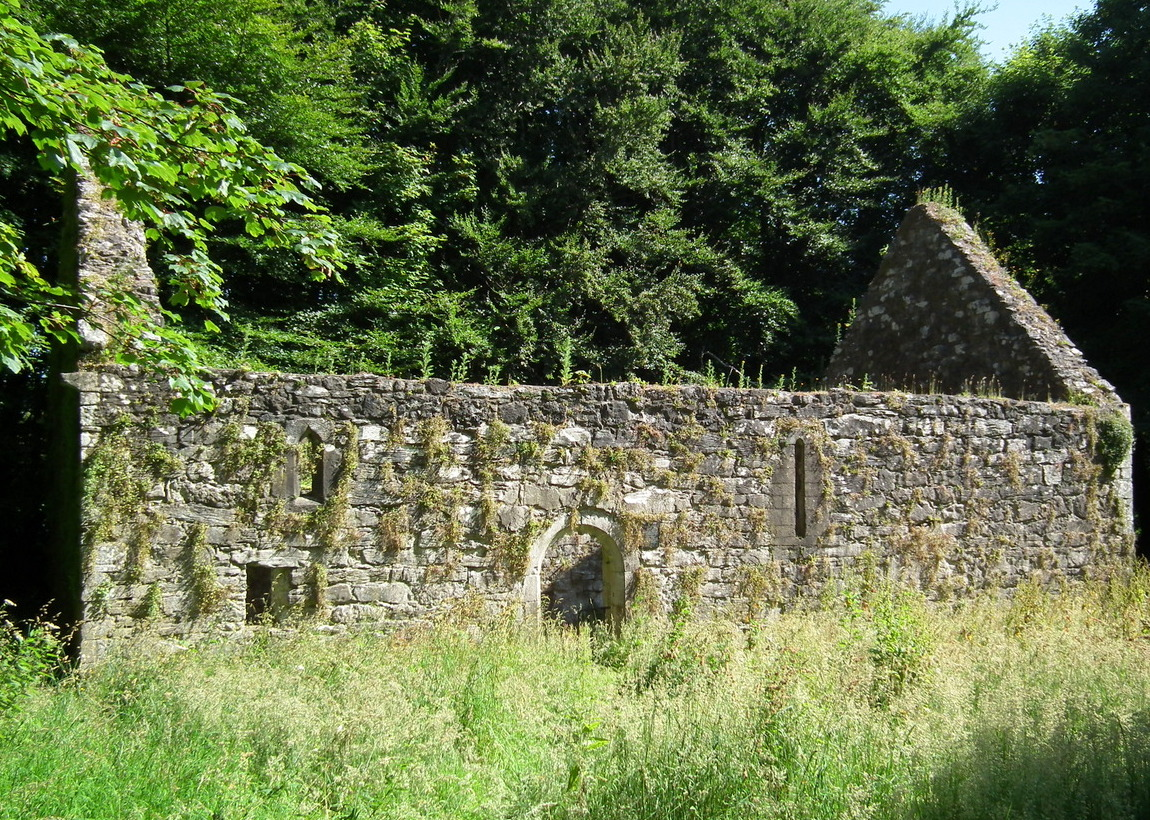